# エドワード・ド・ヴィアー (第17代オックスフォード伯)
第17代オックスフォード伯爵エドワード・ド・ヴィアー（Edward de Vere, 17th Earl of Oxford, 1550年4月12日 - 1604年6月24日）は、エリザベス1世時代のイングランドの貴族（廷臣）、文人。戯曲・叙情詩で知られ、シェイクスピア作品の原作者に擬せられたことがある。

## 生涯
1550年、第16代オックスフォード伯ジョン・ド・ヴィアーの息子として生まれた。生家はイングランドで2番目に古い伯爵領を継承する家柄である。当時の慣習により代理親トーマス・スミス（Sir Thomas Smith）の家庭で育てられ、ケンブリッジ大学（セント・ジョンズ・カレッジ）の元フェロー、トーマス・フォウル（Thomas Fowle）によって教育を受けた。1558年にケンブリッジのクイーンズ・カレッジに入学しているが、正式には卒業していない。
1562年8月に父が亡くなり第17代オックスフォード伯を継承、若いエリザベス1世の第一秘書（Chief Secretary）であったウィリアム・セシルを直属の上司として、その監督の下、フランス語・ラテン語・天文学・画・舞踊・乗馬などの修行に励んだ。1564年に叔父で翻訳家のアーサー・ゴールディングに『ポンペイウス・トログスによる歴史の梗概　Th' Abridgement of the Histories of Trogus Pompeius』を与えられ、古代に関する興味を喚起させられている。
1575年からエリザベス1世の命により、外国へ派遣されその年の2月にはフランス王アンリ3世と王妃に謁見を許されている。3月にはストラスブールでヨハンネス・シュトゥルム（Johannes Sturm）博士に会い、それからミラノを経由してヴェネツィアに向かっている。イタリアでは他にシエーナに滞在している。1577年にはパリにいてユグノー戦争の第6次戦争にはアンリ3世に奉仕を申し出たという。帰国後、裁判制度にイタリアの方式を導入したともいわれる。1604年に54歳で死去、息子のヘンリーがオックスフォード伯位を継いだ。

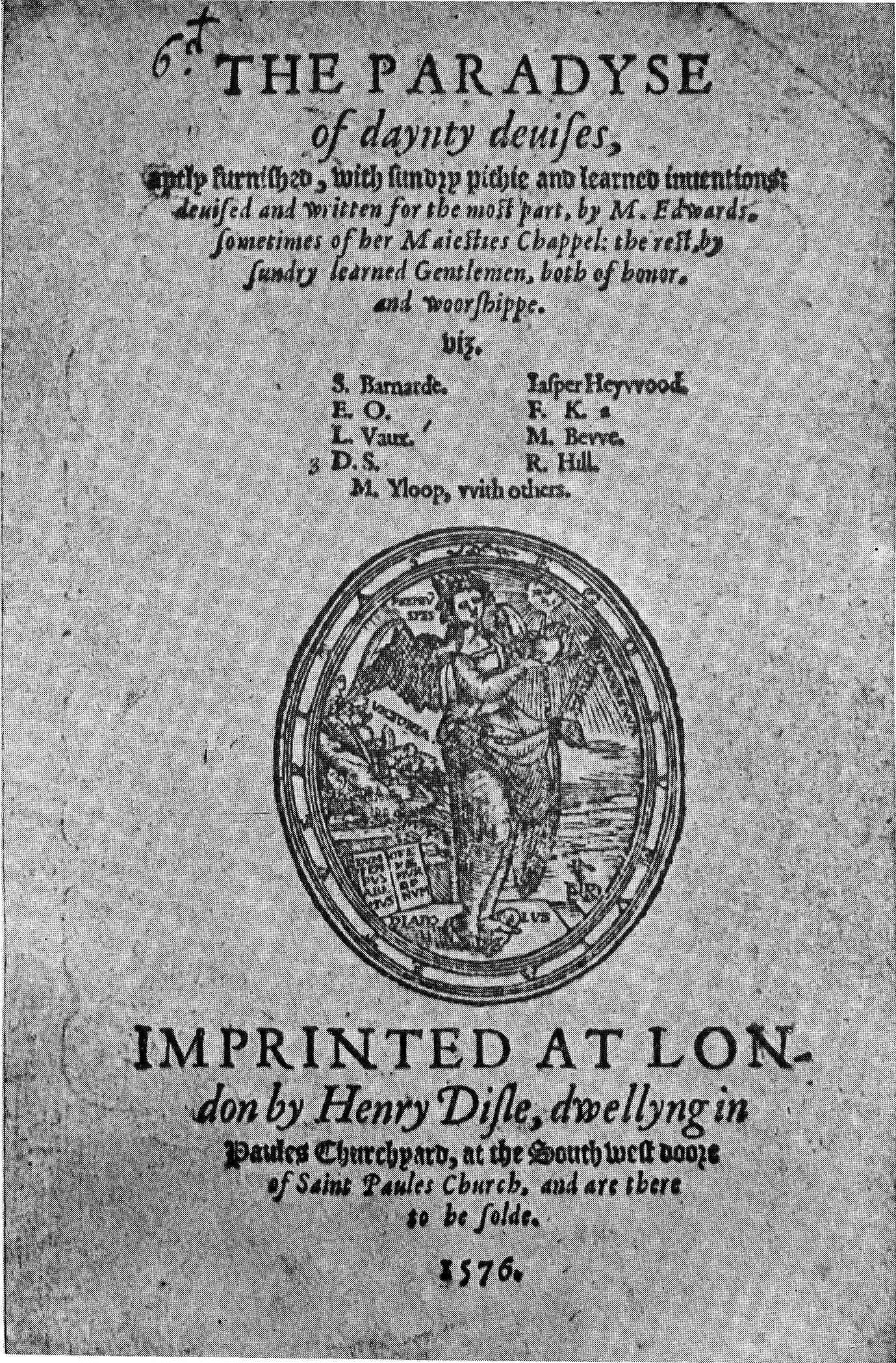
オックスフォード伯の8篇の詩集 (1576)

オックスフォード伯はブラックフライアーズ（Blackfriars Theatre）をはじめとした劇団や詩人、芸人の保護者として賞賛を博していた。詩人としても有名であり、同時代の批評家であるウィリアム・ウェッブ（William Webbe）やジョージ・パトナム（George Puttenham）に賛辞を贈られている。詩集『The Paradise of Dainty Devises』(1576-1606) に彼の詩が収められている。
(Untitled)
When wert thou borne desire?

In pompe and pryme of May,

By whom sweete boy wert thou begot?

By good conceit men say,

Tell me who was thy nurse?

Fresh youth in sugred ioy.

What was thy meate and dayly foode?

Sad sighes with great annoy.

What hadst thou then to drinke?

Vnfayned louers teares.

What cradle wert thou rocked in?

In hope deuoyde of feares.

## 逸話
1. 7年間の外国旅行の間に毎年4万ポンドを消費した。フィレンツェでは、トスカナ大公以上に豪奢な生活をしていた。
2. エリザベス1世の前で最敬礼した際、たまたま放屁をしてしまい、それを恥じて外国に出かけたのであるという噂があった。女王は帰国した伯を歓迎して「あのおならはもう忘れました、伯爵」と言ったという[1]。

## 子女
1571年、ウィリアム・セシルの娘アン・セシルと結婚、5人の子を儲けた。アンは1588年に死去。
1. エリザベス（1575年 - 1627年） - ダービー伯ウィリアム・スタンリーと結婚
2. ブルベック（1583年）
3. ブリジット（1584年 - 1630年/1631年） - バークシャー伯フランシス・ノリスと結婚
4. フランシス（1587年）
5. スーザン（1587年 - 1629年） - ペンブルック伯フィリップ・ハーバートと結婚

1591年、トマス・トレンサムの娘エリザベス・トレンサムと再婚、息子を1人儲けた。
1. ヘンリー（1593年 - 1625年） - 第18代オックスフォード伯